# Nova arqueologia

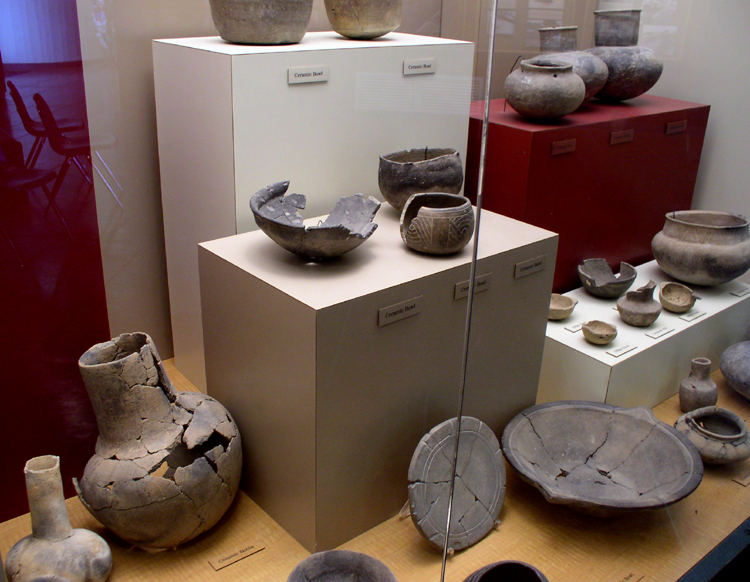
L'arqueologia processal es va originar a l'Arqueologia americana, on l'anàlisi dels canvis històrics al llarg del temps havia resultat difícil amb la tecnologia existent

També coneguda com a arqueologia processual. Va ser una escola anglosaxona que va néixer l'any 1958 a partir de la publicació del llibre Method and Theory in American Archeology i que va tenir influència internacional. Els seus màxims exponents van ser Lewis Roberts Binford i David Leonard Clarke
 La idea implicava que els objectius de l'arqueologia eren, de fet, els objectius de l'antropologia, que eren respondre a preguntes sobre els humans i la cultura humana. Aquesta va ser una crítica al període anterior de l'arqueologia, la fase d'història cultural en què els arqueòlegs pensaven que qualsevol informació que contenien els artefactes sobre persones i formes de vida passades es perdria un cop els elements s'incloguessin al registre arqueològic. Tot el que creien que es podia fer era catalogar, descriure i crear línies de temps basades en els artefactes. (La Teoria Històrica Cultural no té en compte el registre material i, en canvi, se centra únicament en les idees de com s'hauria pogut desenvolupar la cultura, sense importar-li si hi ha proves d'aquestes idees en el registre arqueològic. L'Arqueologia Processual argumenta que les idees i les teories no signifiquen res sense cap capacitat per demostrar-ho. per això va aplicar el mètode científic a l'arqueologia, posant èmfasi en la necessitat d'objectivitat a l'hora de mirar el registre del material, per assegurar-se que allò que troben és replicable.)
Els defensors de la nova fase de l'arqueologia afirmaven que l'ús rigorós del mètode científic va permetre superar els límits del registre arqueològic i aprendre alguna cosa sobre com vivien les persones que utilitzaven els artefactes. Colin Renfrew, un defensor de la nova arqueologia processual, va observar el 1987 que centra l'atenció en "els processos històrics subjacents que són a l'arrel del canvi". L'arqueologia, va assenyalar, "ha après a parlar amb més autoritat i precisió sobre l’ecologia de les societats passades, la seva tecnologia, la seva base econòmica i la seva organització social. Ara comença a interessar-se per la ideologia de les primeres comunitats: les seves religions, la manera com expressaven el rang, l'estatus i la identitat del grup".

## Teoria
"La nova arqueologia representa una exploració precipitada, no planificada i inacabada d'un nou espai de camp disciplinari, realitzada amb
èxit variat en un ambient de total incertesa. El que en un principi semblava només un període de reequipament tècnic ha produït profunds problemes pràctics, teòrics i filosòfics als quals les noves arqueologies han respost amb nous mètodes diversos, noves observacions, nous paradigmes i noves teories. Tanmateix, a diferència del seu pare, la Nova Arqueologia és encara un conjunt de preguntes més que un conjunt de respostes; quan es responguin les preguntes també serà Arqueologia antiga."
Els nous enfocaments metodològics del paradigma de recerca processual inclouen el positivisme lògic (la idea que tots els aspectes de la cultura són accessibles a través del registre material), l'ús de dades quantitatives i el model hipotético-deductiu (mètode científic d'observació i prova d'hipòtesis).
A finals dels anys seixanta i fins als setanta, l'arqueòleg Kent Flannery va començar a defensar la idea que la teoria de sistemes es podria utilitzar en arqueologia per abordar qüestions de cultura des d'una perspectiva imparcial, ja que l'estudi se centra en el conjunt simbiòtic d'una cultura més que en les seves parts. o artefactes. La teoria de sistemes, però, va demostrar tenir limitacions problemàtiques per a l'arqueologia en conjunt, ja que funciona bé quan es descriu com interactuen els elements d'una cultura, però té un mal rendiment quan es descriu per què interaccionen de la manera que ho fan. Malgrat la seva manca, la Teoria de Sistemes s'ha convertit en una part molt important del processalisme, ja que estableix als arqueòlegs paràmetres per examinar altres cultures específiques dels seus pobles, alhora que limita la interferència dels propis biaixos culturals de l'investigador.
Com a exemple de processalisme, en el camp de la paleolingüística, Colin Renfrew, que en el seu reexamen de la llengua protoindoeuropea de 1987 va argumentar la difusió de les llengües indoeuropees a través de l'Europa neolítica en relació amb la difusió de l'agricultura. —va descriure tres processos bàsics i primaris a través dels quals una llengua arriba a ser parlada en una àrea concreta: la colonització inicial, la substitució i el desenvolupament continu. Amb el suport d'anàlisis lingüístiques, progressions migratòries acceptades i registres arqueològics, Renfrew va proposar una conclusió radicalment nova que contradeia les teories d'origen lingüístic de llarga data. Amb la proposta de Renfrew lluny de ser concloent, el New York Times va informar al seu 24 de febrer de 2015, "The Tangled Roots of English", que el treball de Renfrew ha estat recolzat i desafiat en múltiples estudis per part de lingüistes, arqueòlegs, biòlegs i genetistas., estadístics i matemàtics computacionals.  Tot i que les conclusions de Renfrew encara generen debat, l'amplitud de la comprensió científica obtinguda a partir dels amplis estudis interdisciplinaris demostren que els rigors de les anàlisis processals d'un tema complex ofereixen dades inestimables que es poden analitzar, refutar i construir per a una comprensió acumulada més gran d'un sistema.
Els arqueòlegs processals creuen que poden entendre els sistemes culturals passats a través de les restes que van deixar. Una teoria que influeix en això és la teoria de Leslie White que la cultura es pot definir com el mitjà exosomàtic (fora del cos) d'adaptació ambiental dels humans. En altres paraules, estudien l'adaptació cultural al canvi ambiental en lloc de l'adaptació corporal al llarg de les generacions, que és tractada pels biòlegs evolutius. Aquest enfocament en l'adaptació ambiental es basa en l’ecologia cultural i les idees d'evolució multilineal d'antropòlegs com Julian Steward. En l'adaptació exosomàtica, la cultura està determinada per les limitacions ambientals. Com a resultat, els arqueòlegs processuals proposen que el canvi cultural es produeix dins d'un marc previsible, i busquen entendre aquesta adaptació mitjançant l'anàlisi dels seus components. A més, com que aquest marc és previsible, aleshores la ciència és la clau per desbloquejar com aquests components interactuen amb el conjunt cultural. En conseqüència, els arqueòlegs processuals sostenen que els canvis culturals són impulsats pels "processos" evolutius en el desenvolupament cultural; i en conseqüència, els canvis culturals resultants serien adaptatius amb relació a l'entorn. En aquest marc de pensament, els canvis dins la cultura no només són comprensibles, sinó també científicament previsibles un cop s'entén la interacció de les variables. En efecte, els arqueòlegs haurien de ser capaços de reconstruir completament aquests "processos culturals". D'aquí va venir el nom d'"arqueologia processal" i els seus professionals es van conèixer com "nous arqueòlegs".
Científicament, però, el repte que s'enfrontaven els defensors de la Nova Arqueologia era desenvolupar una metodologia d'anàlisi de les restes arqueològiques d'una manera més científica, ja que no existia aquest marc. La notable manca d'aquest tipus d'anàlisi en els treballs de ciència arqueològica va portar a Willey i Phillips a afirmar el 1958: "S'ha fet tan poc treball en arqueologia americana a nivell explicatiu que és difícil trobar-li un nom". Diferents investigadors tenien diferents enfocaments d'aquest problema. Lewis Binford va considerar que la informació etnohistòrica era necessària per facilitar la comprensió del context arqueològic. La investigació etnohistòrica (història dels pobles) implica viure i estudiar la vida d'aquells que haurien utilitzat els artefactes, o almenys una cultura similar. Binford volia demostrar que el conjunt de Mousterian, un grup d'artefactes de pedra de França durant l'edat glacial, estava adaptat al seu entorn, i per això Binford va passar temps amb els Nunamiut d’Alaska, un poble que vivia en condicions molt semblants a les de França durant el període en qüestió. Binford va tenir molt d'èxit amb aquest enfocament, i tot i que el seu problema específic finalment va eludir una comprensió completa, el treball etnohistòric que va fer és constantment referit pels investigadors d'avui i des de llavors ha estat emulat per molts.

## Més desenvolupament teòric
El 1973, el processista David Clarke de la Universitat de Cambridge va publicar un article acadèmic a l'Antiguitat afirmant que, com a disciplina, l'arqueologia havia passat de la seva "noble innocència" original a la "consciència pròpia" i després a la "consciència crítica de si mateix". un símptoma del qual va ser el desenvolupament de la Nova Arqueologia. Com a resultat, va argumentar, l'arqueologia havia patit una "pèrdua de la innocència" a mesura que els arqueòlegs es van tornar escèptics sobre el treball dels seus avantpassats. L'article de Clarke seria descrit més tard com "una de les declaracions fonamentals de la Nova Arqueologia, per un dels seus principals defensors" a Gran Bretanya, si no en un altre lloc, pels arqueòlegs Caroline Malone i Simon Stoddart.
El desenvolupament del processalisme va transformar l'arqueologia, i de vegades s'anomena "Nova Arqueologia". Amb poques excepcions notables com la Universitat de Boston, les universitats d'Amèrica classifiquen l'arqueologia com una subdisciplina de l'antropologia, mentre que a Europa es creu que és una assignatura més semblant als estudis històrics. És important analitzar quines ciències són afins perquè aquesta anàlisi posa de relleu les preguntes de què ha d'estudiar l'arqueologia i de quines maneres. Com els altres científics socials, els nous arqueòlegs o processualistes volien utilitzar la metodologia científica en el seu treball. L'arqueologia, i en particular l'arqueologia del període històric, de vegades s'ha aliat més amb disciplines humanes com les clàssiques. La qüestió d'on posar l'arqueologia com a disciplina, i els seus problemes concomitants sobre què hauria d'estudiar l'arqueologia i quins mètodes hauria d'utilitzar, probablement van tenir un paper no menor en l'aparició del post-processalisme a Europa.

## Llegat
En el seu llibre de 2010 sobre teoria arqueològica, Matthew Johnson, aleshores de la Universitat de Southampton, ara a la Northwestern University, va argumentar que, malgrat els 40 anys transcorreguts des del seu desenvolupament, les "qüestions intel·lectuals" plantejades per primera vegada pel processalisme van romandre "absolutament centrals" per a l'arqueologia.

## Crítica
L'arqueòleg processual David L. Clarke va suggerir que la Nova Arqueologia s'enfrontaria a una oposició particular dels aficionats, els arqueòlegs històrics i els excavadors pràctics, però va argumentar que aquests individus encara es beneficiaran de l'adopció de la teoria.
El processalisme va començar a ser criticat poc després d'haver sorgit, iniciant un moviment teòric que s'anomenaria post-processalisme. Els crítics post-processalistes consideren les principals debilitats de l'arqueologia processual:
- determinisme ambiental

- manca d'agència humana

- visió de les cultures com a homeostàtiques, amb el canvi cultural només el resultat d'estímuls externs

- no tenir en compte factors com el gènere, l'ètnia, la identitat, les relacions socials, etc.

- suposada objectivitat de la interpretació

Escrivint l'any 1987, l'arqueòleg Christopher Chippindale de la Universitat de Cambridge va parlar de la visió del processualisme en aquell moment, situant-la en el context dels anys 60, quan va afirmar que:
Els estudiants més aguts de la generació actual consideren raonablement la "Nova Arqueologia" en la seva forma prístina com una peça d'època, un artefacte tan estrany d'aquella època remota com els évènements de París o Woodstock. Tenen alguna causa: la insistència aleshores radical que no s'havia escrit res valuós en arqueologia abans de 1960 coincidia amb la creença hippie que qualsevol persona de més de 30 anys era massa antic per ser intel·ligent, i amb l'optimisme que es podria recuperar qualsevol cosa del registre arqueològic si la cercaves amb prou intensitat, que era, de fet, la versió arqueològica de l'esperança que el Pentàgon pogués levitar si hi hagués prou gent que tingués prou fe.